# Canadas historie

## De første indvandringer
Canadas historie begynder på det tidspunkt, hvor indianere, som benævnes First Nations people i Canada, menes at være indvandret fra Asien. Det skete for mellem 10.000 og 30.000 år siden over en passage mellem Sibirien og Alaska. Nogle slog sig ned i Canada, mens andre fortsatte sydpå. Da europæerne begyndte at befolke Canada, var landet allerede beboet af en hel række naturfolk. De levede enten som nomader eller fastboende og ernærede sig primært som jægere, fiskere og farmere.
De første kontakter mellem de indfødte og europæerne fandt sted for cirka 1.000 år siden, da Nordboerne slog sig ned for en periode på Newfoundland. Men der gik yderligere 600 år, før indvandringen fra Europa tog fart for alvor.

## Eftersøgning efter en kort sejlrute til Asien
Europæiske opdagelsesrejsende udforskede vandene i Nordamerika for at finde en ny rute til de rige markeder i Orienten. De anlagde et antal poster langs St. Lawrence-floden, De Store Søer og Mississippi-floden; englænderne især ved Hudsonbugten og langs atlanterhavskysten. Skønt opdagelsesrejsende som Giovanni Caboto, Jacques Cartier og Samuel de Champlain aldrig fandt en nem rute til Kina eller Indien, fandt de noget, som var lige så værdifuldt: rige fiskevande og store bestande af bæver, ræv og bjørn, der var meget eftertragtede for deres skind.
Permanente franske bosættelser blev anlagt i begyndelsen af 1600-tallet og engelske lidt senere. Med disse bebyggelser kom økonomisk aktivitet. Men kolonierne i Ny Frankrig og sydpå i Ny England forblev økonomisk afhængige af pelshandlen. Samtidig var de politisk og militært afhængige af deres respektive moderlande.

## Québec bliver en britisk koloni
Det var uundgåeligt, at Nordamerika blev inddraget i magtkampe mellem England og Frankrig. Efter Québecs fald i 1759 overdrog Freden i Paris alle de franske besiddelser øst for Mississippi til Storbritannien.
Under det engelske styre havde den fransktalende del af Canada det ene mål at bevare deres traditioner, sprog og kultur. I 1774 blev vedtaget en lov, som officielt anerkendte fransk civilret og garanterede religionsfrihed samt sprogfrihed.
Et stort antal engelsktalende kolonister (Loyalists), som ønskede at forblive tro mod det engelske overherredømme, søgte ophold i Canada, efter USA's uafhængighedskrig sluttede i 1783. Befolkningstilvæksten førte i 1791 til dannelse af Upper Canada (nu Ontario) og Lower Canada (nu Québec). Begge områder fik deres egne repræsentative forsamlinger. Oprørere fra Upper og Lower Canada tvang i 1838 Storbritannien til at sammenlægge de to områder til Provinsen Canada. I 1848 fik provinsen ansvar for egne anliggender med undtagelse af udenrigspolitikken. Canada forblev således en del af det britiske imperium.

## Fire kolonier samles til "Dominion of Canada"
Storbritanniens nordamerikanske kolonier – Canada, Nova Scotia, New Brunswick, Prince Edward Island og Newfoundland – oplevede økonomisk fremgang. Efter den amerikanske borgerkrig fremstod USA så magtfuldt, at nogle politikere mente, at en union af de britiske kolonier var den eneste måde at forhindre opslugning i den sydlige nabo. I 1867 blev Canada East, Canada West, Nova Scotia og New Brunswick lagt sammen som The Dominion of Canada i Den Canadiske Konføderation.
Britisk Columbia, som allerede i 1858 havde været kronkoloni, besluttede i 1871 at slutte sig til dominionen – vistnok med det løfte, at de ville blive forbundet med den øvrige del af landet med en jernbaneforbindelse. I 1898 blev det nordlige territorium Yukon etableret under canadisk jurisdiktion – netop mens guldfeberen hærgede i Klondike. I 1905 blev to nye provinser tilknyttet: Alberta og Saskatchewan. Den resterende del af det enorme landområde blev til the Northwest Territories. Newfoundland foretrak at forblive en britisk koloni indtil 1949, da den blev den 10. canadiske provins. Dannelse af de nye provinser førte til en forøget indvandring til Canada, især i den vestlige del. Indvandringen toppede i 1913 med 400.000 indvandrere.

## Selvstyre inden for Commonwealth
Efter 1. verdenskrig voksede Canada langsomt i status og velstand og blev i 1931 medlem af the Commonwealth. Canada fik fuldt og helt selvstyre, efter at Storbritannien underskrev The Statute of Westminster. Under 2. verdenskrig kæmpede Canada endnu en gang sammen med Storbritannien mod Tyskland. Denne gang blev der indgået en forsvarspagt med USA, som efter angrebet på Pearl Harbor førte til en krigserklæring mod Japan.
Siden 2. verdenskrig er Canadas økonomi fortsat med at vokse. Denne vækst i kombination med offentlige sociale programmer, pensionsordninger, sygesikring og arbejdsløshedsforsikringer har givet canadierne en høj levestandard og en god livskvalitet.
En liberal regering under ledelse af Pierre Trudeau kom til magten ved valget i 1968 og blev genvalgt i 1972 og 1976. I 1980 blev den erstattet af en konservativ regering. Trudeau forstærkede Canadas traditionelle bånd med USA, han nærmede landet til det fjerne østen, Afrika og Latinamerika og afviste at tilslutte sig USA's blokade mod Cuba.
I 1970'erne og 1980'erne opstod der gnidninger mellem provinsen Québec og de øvrige provinser i Canada om det franske sprogs brug og status. I 1982 blev Canadas forfatning ændret, men Québec nægtede at ratificere den. Canada er stadigvæk en del af Det Forenede Kongerige Storbritannien og Irland og har den britiske konge Charles 3. af Storbritannien som statoverhoved.